# Svatý Osvald
Svatý Osvald, také Osvald z Yorku nebo Osvald z Worcesteru (kolem 925 Dánsko nebo Anglie – 29. února 992 Worcester) byl prelát raně křesťanské doby, který prosazoval reformu klášterů a vedl britskou církev, když současně zastával úřad biskupa z Worcesteru a arcibiskupa z Yorku. Je uctíván římsko-katolickou i anglikánskou církví jako světec a misionář britských ostrovů.

## Život
O jeho původu není mnoho známo, údajně pocházel z dánské šlechtické rodiny a byl předurčen k mnišskému životu. Vychovával jej strýc Odo, arcibiskup z Canterbury (880–959), který ho nejprve poslal do kapitulní školy ve Winchesteru a pak k dalšímu vzdělání do francouzského opatství benediktinů Fleury-sur-Loire, komunity čítající 300 mnichů, tehdy největší v Evropě (později přejmenovaného podle zakladatele řádu sv. Benedikta na Klášter Saint-Benoît-sur-Loire).
Po několika letech se na strýcovu žádal vrátil do Anglie, strýc však krátce předtím zemřel. Jeho další duchovní dráhu určil arcibiskup Dunstan z Canterbury, na jehož podnět byl Osvald v roce 972 jmenován arcibiskupem z Yorku a odjel do Říma, kde obdržel pallium z rukou papeže Jana XIII. Když nastoupil do úřadu biskupa ve Worcesteru, arcibiskupský úřad v Yorku si podržel. Za jeho vlády lokálně přetrvávalo pohanství, Osvald povolal mnichy z Fleury, aby vyučovali britské benediktiny v reformě, dbal na školení anglosaských křesťanských misionářů, zejména pro kontinentální Evropu. Zakládal kostely. Dále musel čelit Vikingům, kteří napadli Anglii a ničili kláštery.
Zemřel 29. února 992 jako svatý vyznavač, údajně ve chvíli, kdy jako každodenně myl nohy chudým. Byl pohřben v kostele Panny Marie ve Worcesteru, odkud byl asi po stu letech jeho hrob přenesen do nově založené katedrály. Brzy po jeho smrti byly zaznamenány zázraky, které se měly stát již na jeho pohřbu a potom na jeho hrobě. V první legendě o životě sv. Osvalda je popsal jeho žák, mnich Byrhtferth z opatství Ramsey.

## Význam
Jako jeden z prvních na britských ostrovech prosazoval nezávislé působení mnišského řádu benediktinů v duchu francouzské clunyjské reformy. Reforma spočívala ve vedení klášterů jako autonomních náboženských, hospodářských a politických komunit, nezávislých jak na zemské církevní správě, tak na světské jurisdikci, a podřízených pouze papeži. Reforma se rozšířila v klášterech od 10. do 12. století a posléze vyvolala spor o investituru.

## Památka
- Svátek se slaví 29. února.

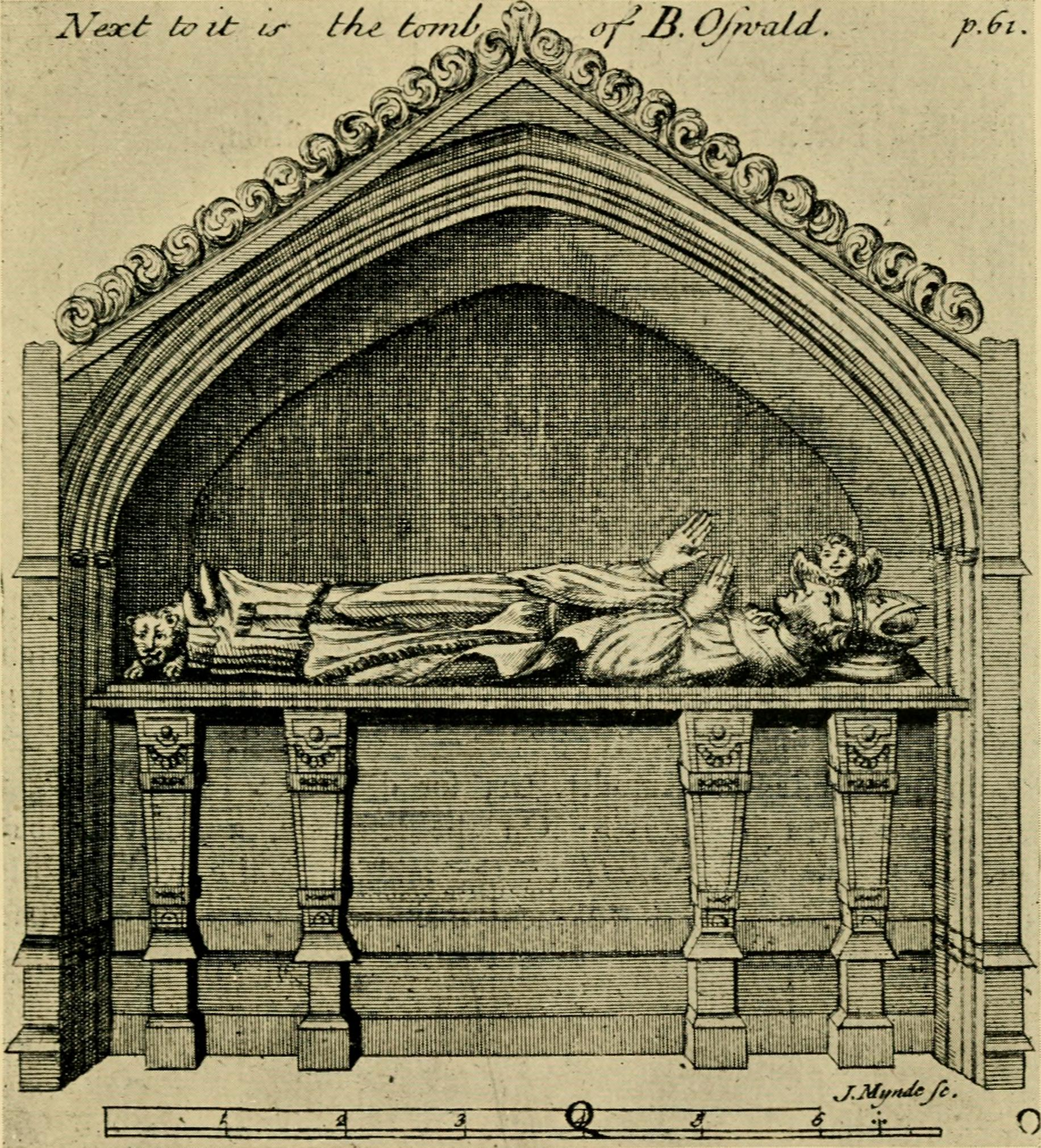
Hrob v roce 1897

- Hrob v katedrále ve Worcesteru, v chórové přepážce, není označen.
- Dochovaly se dva iluminované rukopisy, které Osvaldovi patřily: je to Žaltář (sign. Harley MS 2904) v Britské knihovně v Londýně a Pontifikál (sign. MS 100) v Koleji Sidney Sussex Cambridžské univerzity.

## Ikonografie
Osvald bývá zobrazován s (arci) biskupskými insigniemi, palliem, mitrou a berlou, jak kamenem odhání ďábla, nebo drží kámen a model kostela jako své atributy.

## Patrocinia
- Spolupatron řádu benediktinů
- Patron cechu kameníků

### Kontroverze
Nedostatek písemných pramenů znesnadňuje jeho určení. Zaměňuje se s anglosaským králem a mučedníkem Oswaldem Northumbrijským.
- Kostely v Nizozemí, Rakousku, Polsku a Slezsku
- v českých zemích:
  - Kostel svatého Osvalda (Milovice) (okres Břeclav)
  - Kostel svatého Osvalda (Nebanice) (okres Karlovy Vary)